# Fred Claus - Un fratello sotto l'albero
Fred Claus - Un fratello sotto l'albero (Fred Claus) è un film del 2007 di David Dobkin, con Vince Vaughn, Paul Giamatti e Kevin Spacey.

## Trama
Secoli fa vivevano due bambini. Il minore dei due era un esempio di bontà e generosità verso gli altri, tanto che una volta adulto divenne santo. E la tradizione vuole che chi assurga a questo stato possa vivere molto a lungo dato che il tempo rallenta. Ma questo non vale solo per lui ma anche per i membri stretti della sua famiglia, ciò vuol dire i suoi genitori e suo fratello maggiore. Così mentre il bambino viene conosciuto con il nome di Santa Claus, suo fratello Fred sentendosi per nulla alla sua altezza si allontana da lui in cerca della sua strada.
Tornando ai giorni nostri Fred (un fannullone che campa con piccoli raggiri e cerca sempre di realizzare il colpo grosso), si rivolge al fratello per avere i soldi per aprire un'agenzia di scommesse. Ma Santa Claus, stufo di avere notizie dal fratello maggiore solo quando si tratta di doverlo togliere dai guai in cui si caccia, questa volta gli concede il denaro a patto che si rechi al Polo nord per dare una mano al lavoro per confezionare i regali di Natale. Il rapporto tra loro due è tutt'altro che idilliaco anche a causa della madre che tra i due fratelli ha sempre preferito Nick al fratello maggiore. Il carattere esuberante di Fred provoca diversi problemi ed entrambi dovranno fare i conti con l'ispettore per la commissione per l'abolizione del Natale, mandato a controllare l'efficienza di Babbo Natale, degli elfi e di tutta la truppa e che ha tutta l'intenzione di far chiudere l'attività di Nick. Dopo l'ennesimo litigio e quando tutto sembrava perso è proprio Fred a rinunciare ai 50000 dollari che il fratello gli aveva promesso investendoli in un viaggio di ritorno al polo nord dove grazie ad un astuto piano riuscirà, assieme al fratello, a salvare il Natale.

## Distribuzione

### Data di uscita
La pellicola è stata distribuita nelle sale cinematografiche statunitensi il 3 novembre 2007, mentre in Italia il 21 novembre.

### Edizioni home video
Il film è stato rilasciato in DVD e Blu-ray il 24 novembre 2008 nel Regno Unito e il 25 negli Stati Uniti.

## Accoglienza

### Incassi
Nel primo weekend di programmazione nelle sale statunitensi riscuote 18 515 473 $, con un incasso finale di 72 006 777 $. Nel resto del mondo guadagna 97 838 349 $.

### Critica
Sull'aggregatore di recensioni Rotten Tomatoes ha un indice di gradimento del 20% con un voto medio di 4,2 su 10, basato su 142 recensioni, il consenso critico dichiara: “Un gran numero di talenti è sprecato in questo film di Natale artificioso ed eccessivamente sentimentale, che non riesce a trovare l'equilibrio tra l'umorismo slapstick e il sollevamento schmaltzy.” Su Metacritic ha un voto di 42 su 100 basato su 31 recensioni che indica come “recensioni miste o medie”.